# Matteo Pedron
Matteo Pedron (Padova, 14 luglio 1992) è un pallavolista italiano, palleggiatore del Padova.

## Carriera

### Club
La carriera di Matteo Pedron inizia nel 2007 nelle giovanili del Sempre Padova; nella stagione 2009-10 è in Serie B1 con la maglia della squadra federale del Blue College Italia, mentre in quella successiva è nell'altra squadra federale, il Club Italia, in Serie A2. Nell'annata 2011-12 è nuovamente in Serie B1, questa volta con l'Universal Carpi.
Nella stagione 2012-13 ritorna al Padova, in prima squadra, in Serie A2: resta nella stessa divisione anche per l'annata 2013-14 alla Matera Bulls, in quella 2014-15 alla Materdomini, in quella 2016-17 all'Impavida Ortona e in quella 2017-18 alla Tuscania. Dopo un campionato disputato con la Rinascita Lagonegro, per quello 2019-20 ritorna all'Impavida Ortona; si accasa quindi nella stagione 2021-22 al Cuneo e in quella 2023-24 alla Libertas Brianza, sempre in Serie A2.
Nella stagione 2024-25 esordisce in Superlega grazie all'ingaggio da parte del Padova.

### Nazionale
Nel 2010 viene convocato nella nazionale italiana under 20 con cui partecipa al campionato europeo.